# Basilica di Paestum (tempio greco)
La Basilica (detta anche tempio di Hera) si trova nel sito archeologico di Poseidonia, città della Magna Grecia ribattezzata dai Romani Paestum. È collocato nel santuario meridionale della città, dove si erge, parallelamente e pressoché allineato sul lato orientale, a breve distanza dal posteriore tempio di Nettuno. 
Sebbene siano andate completamente distrutte le parti superiori della trabeazione, nonché le strutture murarie del naos (la cella) ed ampissime porzioni della pavimentazione, lo stato di conservazione è da considerarsi eccellente. La Basilica di Paestum è infatti l'unico tempio greco di epoca arcaica in cui la peristasi, qui composta da 50 colonne, è conservata integralmente.

## Storia
Il tempio fu edificato a partire dalla metà del VI secolo a.C., ma la sua costruzione dovette terminare solamente nell'ultimo decennio. Come lasciano ipotizzare i materiali votivi con dedica alla dea ritrovati nei suoi dintorni, il tempio era probabilmente dedicato ad Era, sposa di Zeus e principale divinità venerata a Poseidonia, l'importanza della quale è attestata dall'Heraion alla foce del Sele, il grande santuario extraurbano interamente dedicato alla dea, la cui costruzione fu avviata simultaneamente alla fondazione della città.
La denominazione "Basilica", con la quale il tempio è più noto, gli venne attribuita nella seconda metà del XVIII secolo, quando la cultura architettonica neoclassica cominciò ad interessarsi a Paestum. La totale sparizione dei timpani e di gran parte della trabeazione, assieme all'anomalo numero dispari delle colonne sulla fronte, rese incerta l'identificazione funzionale, come tempio, dell'edificio; questo, interpretato come "porticato" oppure come "ginnasio o collegio", venne chiamato basilica, nel significato, proprio del termine romano, di struttura porticata adibita a sede di tribunale ed alle assemblee dei cittadini.

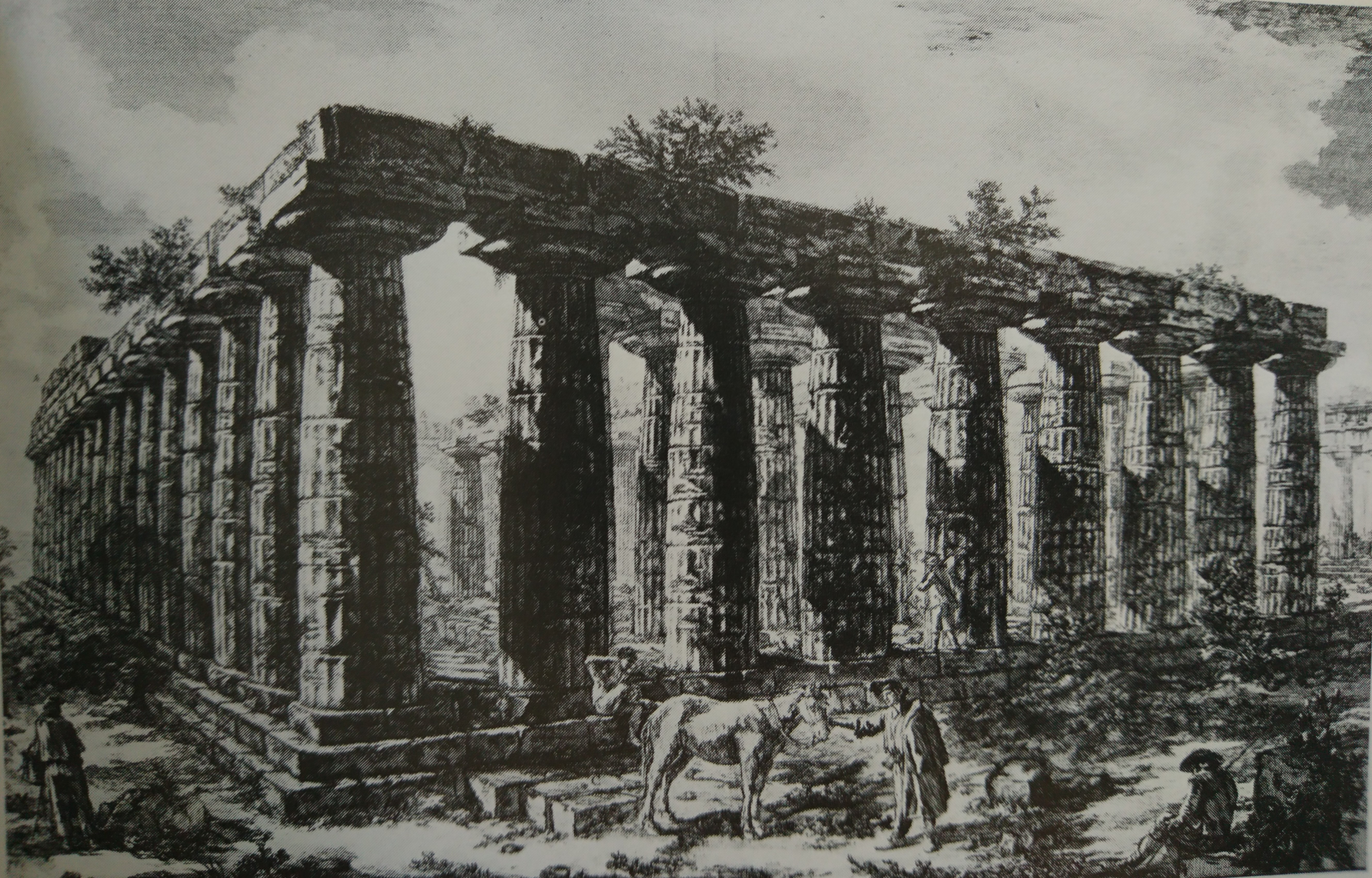
G.B. Piranesi, Tav. II (acqueforti di Paestum, 1777-1778). Vista della Basilica da sud-est.

## Struttura planimetrica

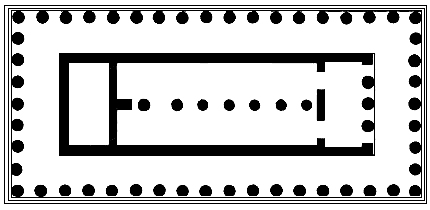
Planimetria del tempio

È un tempio periptero enneastilo (cioè con nove colonne sulla facciata e sul retro) con diciotto colonne sui lati lunghi. ll rettangolo dello stilobate misura 24,50 x 54,24 m. L'edificio è orientato verso est come il vicino tempio di Nettuno, assieme al quale determina il grandioso aspetto monumentale del santuario meridionale di Poseidonia. Un grande altare, riportato alla luce durante gli scavi condotti da Vittorio Spinazzola agli inizi del secolo scorso, fronteggia ad est il tempio, a 29,50 m di distanza, in posizione perfettamente parallela alla fronte templare e simmetrica rispetto all'asse dell'antistante edificio.
Il semplice rapporto proporzionale 1:2 si esprime dunque non nelle dimensioni lineari del rettangolo del tempio ma nel numero delle colonne (9 x 18). Queste sono intervallate da interassi di misura differente tra le fronti (interasse di ca. 2,86 m) e i fianchi (interasse di ca. 3,10 m). Dall'assenza di contrazione degli interassi angolari per la soluzione del conflitto angolare si deduce che le metope angolari erano allungate rispetto a quelle "normali".
La Basilica ha la particolarità di avere un numero dispari (9) di colonne sulla fronte, come conseguenza della disposizione, lungo l'asse dell'edificio, di un unico colonnato centrale all'interno della cella. La presenza di un colonnato interno in posizione assiale, certamente in funzione di supporto del colmo centrale della copertura a doppio spiovente, rappresenta un sicuro indicatore architettonico dell'arcaicità del tempio. Tale soluzione planimetrica fu poi rifiutata dall'architettura greca del periodo classico (e da ogni stile classicista, nei vari secoli successivi), perché impediva l'accesso e la vista assiale verso il naos, negando un rapporto diretto con la sacralità del tempio.

## Spazi interni

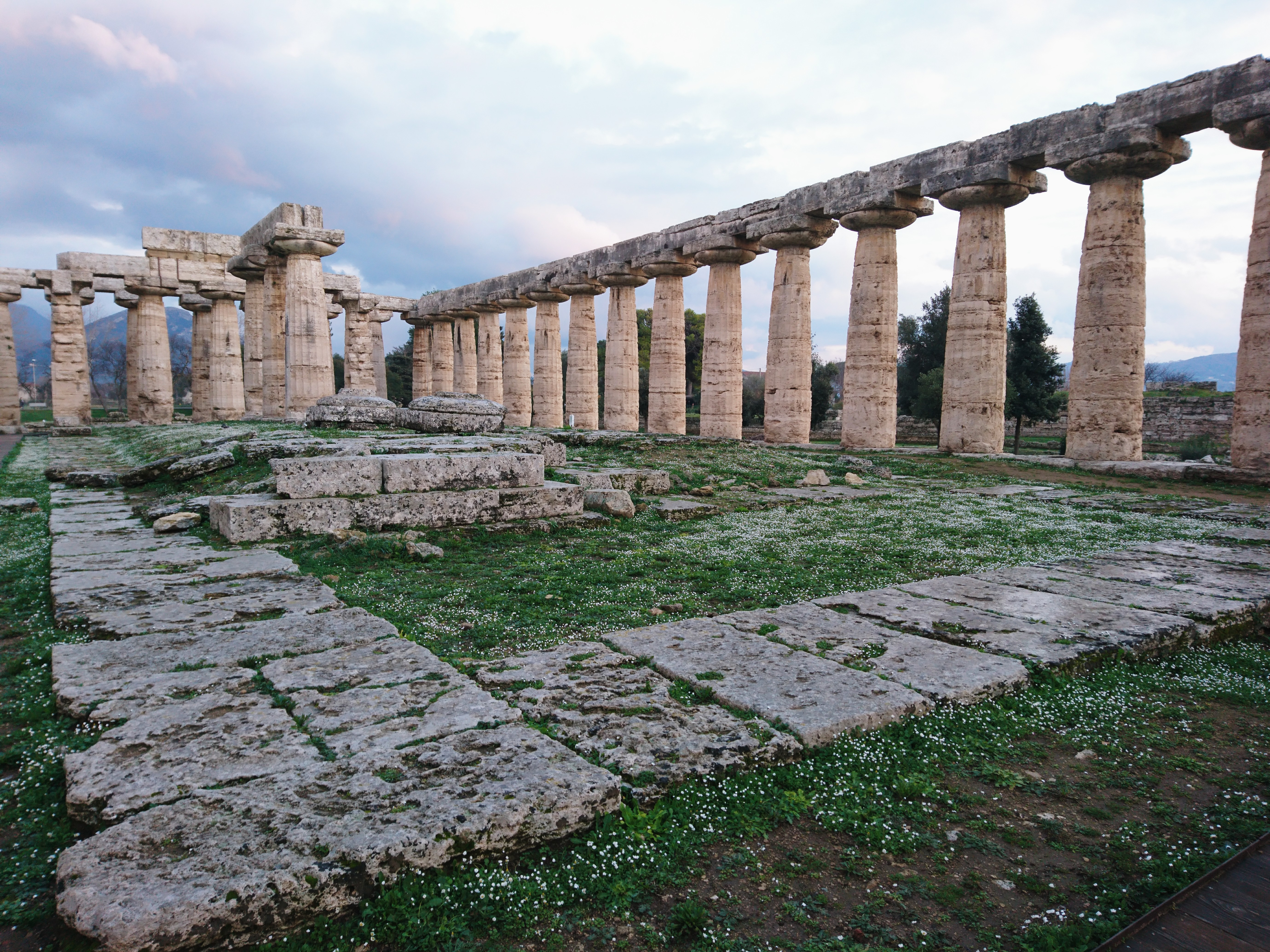
Interno della Basilica. Vista dall'angolo nord-ovest dell'adyton verso la cella.

La cella (naos), profonda 9 interassi, era preceduta da un pronao, di 2 interassi di profondità, con tre colonne disposte tra due ante, dalle quali si originano i muri che la chiudevano lungo i lati. Coerentemente con la disposizione di una colonna esterna centrale in posizione assiale, la cella è bipartita da un colonnato interno centrale, formato da 7 colonne, di cui sono conservate le prime tre. 
Dietro la cella è ricavato l'adyton, un ambiente chiuso e anch'esso profondo 2 interassi, introdotto in sostituzione dell'opistodomo (il corrispondente simmetrico del pronao sul retro) al termine di ripensamenti progettuali in corso d'opera, rilevati grazie ad indagini sulle fondazioni; queste hanno permesso di accertare tre fasi di progettazione, a conclusione delle quali, oltre alla sostituzione dell'opistodomo con un adyton, il colonnato centrale della cella venne ridotto da otto a sette elementi; è ipotizzabile che la motivazione di questi ripensamenti progettuali risieda in sopraggiunte modifiche alle pratiche di culto, che implicarono l'introduzione di rituali con processioni richiedenti una nuova configurazione degli spazi interni. Il vano dell'adyton, caratteristico dei templi greco-occidentali (Magna Grecia e Sicilia) nel periodo arcaico, era accessibile, attraverso porte che lo collegavano al naos, solo agli addetti al culto. Esso era probabilmente la sede del tesoro del tempio e del simulacro della divinità.

## Le colonne. Stile e decorazioni
Le colonne sono di tipo dorico e sono alte circa 6,48 m, hanno un fusto percorso dalle canoniche 20 scanalature e fortemente rastremato, con un diametro inferiore di circa 1,45 m ed uno superiore di circa 0,98 m. L'aspetto delle colonne è determinato innanzitutto dal caratteristico rigonfiamento nella zona mediana dovuto ad un'entasi assai evidente, con una "freccia" di circa 4,8 cm. L'echino del capitello, come si addice a colonnati di età arcaica, è molto schiacciato ed espanso, e l'abaco molto largo.
Lo stile dorico in cui sono realizzate le colonne della Basilica presenta potenti tendenze decorative, che lo ricollegano a quello diffuso, in epoca arcaica, in altre colonie di fondazione achea; si tratta di uno stile che, sottoposto ad una razionalizzazione formale, ispirerà anche la realizzazione del successivo tempio di Athena, e di cui il tempio di Nettuno, costruito in uno stile dorico oramai "canonico", segnerà a Poseidonia il definito abbandono.

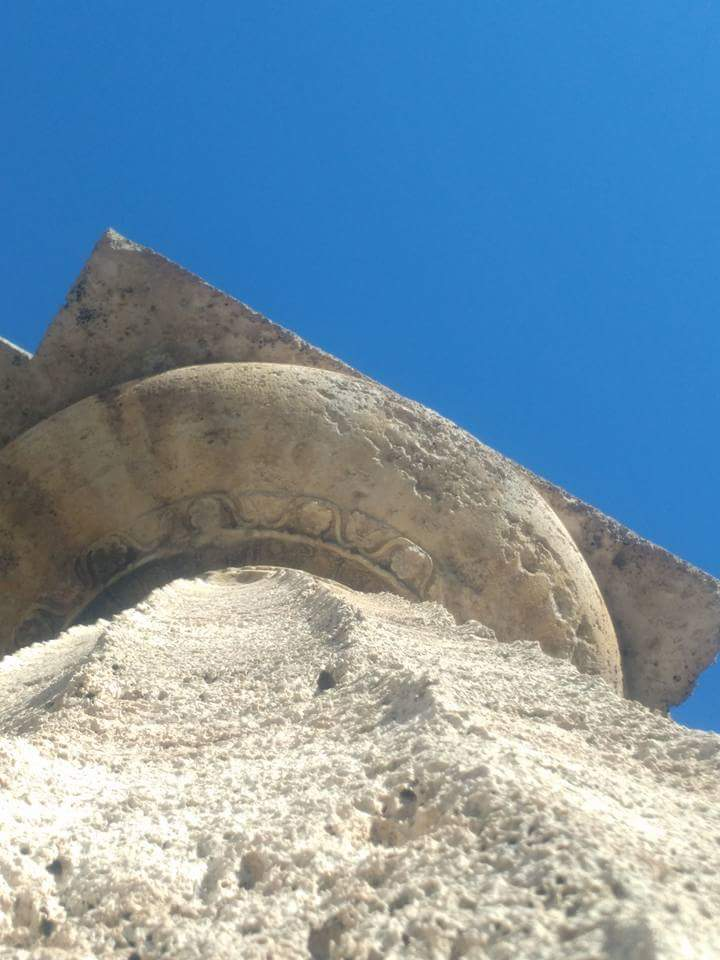
Decorazioni floreali in rilievo sull'echino della colonna mediana della fronte ovest.

Tre sono i fenomeni decorativi che interessano la Basilica. (1) I collarini di ciascuna colonna sono decorati con foglie baccellate di numero variabile.(2)  Su alcune colonne della fronte occidentale le decorazioni interessano addirittura la parte inferiore dell'echino, immediatamente al di sopra degli anuli, sulla quale è scolpita in rilievo una fascia decorativa floreale differente in ciascuna colonna; tra queste spicca, per lo stato di conservazione e la sua bellezza, la decorazione realizzata sul capitello della colonna in posizione centrale, composta da un'alternanza di rosette e fiori di loto. (3) Questo stile decorativo raggiunge il suo culmine con l'ornamento floreale a rilievo (sequenze di fiori di loto e palmette), di cui non esistono altri esempi, che percorre l'intero corpo dell'echino delle sei colonne con capitello in arenaria disposte all'interno (le tre del pronaos e le prime due del colonnato centrale assiale) e all'angolo sud-est della peristasi; vivaci policromie, di cui rimangono tracce (rosso e blu), rivestivano queste decorazioni floreali.

## Trabeazione e tetto
Della trabeazione rimangono gli architravi e pochi altri elementi, che però, assieme ad importanti resti della copertura fittile del tetto, ne hanno consentito una ricostruzione quasi completa, il tetto e la trabeazione erano decorati con materiale litico di travertino locale e di marmo importato dall'Egeo. 
L'ordine delle strutture superiori del tempio, al di sopra degli architravi, si discosta profondamente da quello dorico "canonico" ed è da ricollegare alla tradizione architettonica seguita nelle colonie achee durante il periodo arcaico. Invece del sistema di taenia e regulae sovrastante gli architravi, gli architetti della Basilica disposero una modanatura realizzata in arenaria, della quale rimangono ancora elementi. Questa struttura fungeva da base per il fregio, che nell'ordine dorico "canonico" è invece direttamente collegato al sottostante colonnato. Grazie alle tracce di posizionamento presenti ed al loro andamento è stato infatti possibile arguire l'esistenza di un fregio dorico, costituito dall'usuale alternanza di triglifi, coordinati con gli assi delle colonne ed i centri degli architravi, e metope; è possibile che queste ultime, come quelle provenienti dall'Heraion di Foce Sele, fossero scolpite.

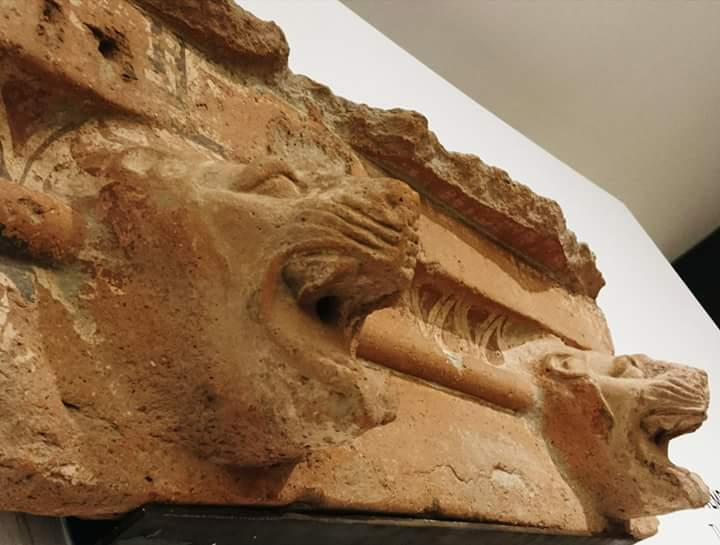
Sima della Basilica. Finte grondaie a testa di leone

L'alzato era privo di un geison orizzontale. Il suo coronamento non era in pietra ma composto da un rivestimento in terracotta policroma, con finte grondaie a testa di leone, delle quali riemersero numerosi frammenti (alcuni esposti al Museo Archeologico Nazionale di Paestum) durante gli scavi del 1912. I bordi della copertura terminavano con antefisse che, come è stato possibile comprendere grazie ai ritrovamenti, alternavano la forma di palmetta a quella di fiore di loto.